# Juan Carlos Alía Pino
Juan Carlos Joaquín Alía Pino fou gerent de l'Ibatur, i presentà el 8 de juliol de 2004 la seva dimissió irrevocable després d'haver-se descobert que facturà a la Conselleria de Turisme set tiquets, amb les seves consumicions incloses, del club eròtic Rasputín de Moscou com a despeses oficials d'un viatge del Govern del PP a la capital russa. Derivà en el Cas Rasputín.
També resultà implicat, jutjat i condemnat al Cas Nóos, Cas Ibatur. Fou director de TUI Espanya del 2000 al 2003.